# Giải bóng đá hạng nhất quốc gia Bỉ 1898–99
Đây là thống kê của Giải bóng đá hạng nhất quốc gia Bỉ mùa giải 1898-99.

## Tổng quan
Mùa giải này chứng kiến một số đội mới tham gia và thể thức mới.

Giải có sự tham gia của 9 đội, và F.C. Liégeois giành chức vô địch.

## Bảng xếp hạng

### Vô địch Bảng A
| Vị thứ | Đội bóng                               | St | T | H | B | BT | BB | Đ  | HS  | Ghi chú               |
| ------ | -------------------------------------- | -- | - | - | - | -- | -- | -- | --- | --------------------- |
| 1      | F.C. Liégeois                          | 8  | 8 | 0 | 0 | 31 | 5  | 16 | +26 | Vào Playoff Chung kết |
| 2      | Racing Club de Bruxelles               | 8  | 4 | 0 | 4 | 30 | 22 | 8  | +8  |                       |
| 3      | Léopold Club de Bruxelles              | 8  | 3 | 1 | 4 | 23 | 21 | 7  | +2  |                       |
| 4      | Athletic and Running Club de Bruxelles | 7  | 2 | 1 | 4 | 11 | 28 | 5  | -17 |                       |
| 5      | Antwerp F.C.                           | 7  | 1 | 0 | 6 | 5  | 24 | 2  | -19 |                       |

### Vô địch Bảng B
| Vị thứ | Đội bóng               | St                             | T                              | H                              | B                              | BT                             | BB                             | Đ                              | HS                             | Ghi chú               |
| ------ | ---------------------- | ------------------------------ | ------------------------------ | ------------------------------ | ------------------------------ | ------------------------------ | ------------------------------ | ------------------------------ | ------------------------------ | --------------------- |
| 1      | F.C. Brugeois          | Không rõ kết quả thời điểm này | Không rõ kết quả thời điểm này | Không rõ kết quả thời điểm này | Không rõ kết quả thời điểm này | Không rõ kết quả thời điểm này | Không rõ kết quả thời điểm này | Không rõ kết quả thời điểm này | Không rõ kết quả thời điểm này | Vào Playoff Chung kết |
| 2      | Oostendensche FC       | Không rõ kết quả thời điểm này | Không rõ kết quả thời điểm này | Không rõ kết quả thời điểm này | Không rõ kết quả thời điểm này | Không rõ kết quả thời điểm này | Không rõ kết quả thời điểm này | Không rõ kết quả thời điểm này | Không rõ kết quả thời điểm này |                       |
| 3      | A.C. BBntois           | Không rõ kết quả thời điểm này | Không rõ kết quả thời điểm này | Không rõ kết quả thời điểm này | Không rõ kết quả thời điểm này | Không rõ kết quả thời điểm này | Không rõ kết quả thời điểm này | Không rõ kết quả thời điểm này | Không rõ kết quả thời điểm này |                       |
| 4      | Sport Pédestre de BBnd | Không rõ kết quả thời điểm này | Không rõ kết quả thời điểm này | Không rõ kết quả thời điểm này | Không rõ kết quả thời điểm này | Không rõ kết quả thời điểm này | Không rõ kết quả thời điểm này | Không rõ kết quả thời điểm này | Không rõ kết quả thời điểm này |                       |

## Chung kết
| Đội 1         | TTS   | Đội 2         | Lượt đi | Lượt về |
| ------------- | ----- | ------------- | ------- | ------- |
| F.C. Liégeois | 6 - 3 | F.C. Brugeois | 2 - 0   | 4 - 3   |